# Helina nigrita
Helina nigrita är en tvåvingeart som beskrevs av Malloch 1920. Helina nigrita ingår i släktet Helina och familjen husflugor. Inga underarter finns listade i Catalogue of Life.